# 宗人增三
蛇夫座73，又名BD+03 3610，HD 166233、SAO 123187、HR 6795，是蛇夫座的一颗恒星，视星等为5.73，位于銀經31.72，銀緯11.13，其B1900.0坐标为赤經18h 4m 35.5s，赤緯+3° 11.13′ 35″。